# Susan Hiller
Susan Hiller (1940-2019) est une artiste américaine. Ses œuvres pluridisciplinaires s'articulent autour de l'installation, la vidéo, la photographie, la performance et l'écriture.

## Biographie
Susan Hiller obtient un doctorat en anthropologie en 1965 et s’exile par la suite en Grande-Bretagne. À ses débuts elle connait des difficultés liées à son statut de femme, marginales par leur présence dans le domaine. Ses œuvres sont influencées par le mouvement minimalisme et l'art conceptuel. Elle qualifie son art de « para-conceptuel », néologisme créé à partir des mots « conceptuel » et « paranormal ».
Elle commence dans le domaine des arts plastiques avec l'exposition Dream Mapping, Cartographie du rêve, en 1974, une vaste installation immersive et sonore.
En 2002, lors d'un voyage à Berlin, elle constate que des rues portent le nom Judenstrasse - littéralement « Rue des Juifs ». Durant trois ans, elle recense les noms de rues similaires existantes dans l'Allemagne d'après-guerre. Ses recherches lui inspirent une exposition The J Street Project, présentant une succession de 303 photographies de rue banales, un film de 67 minutes et un livre de réflexion sur l'Holocauste - sans jamais le mentionner spécifiquement.
En 2007, ses connaissances en anthropologie lui inspirent l'œuvre clé de sa carrière, Last Silent Movie, visant à la sensibilisation de la diversité multi-linguistique. L'exposition rassemble des centaines de dialectes et de langues disparues, ou menacées de disparition, symptôme selon elle « d'un rétrécissement du monde, sur l'exclusion et l'extinction et l'homogénéisation des cultures ». L’installation compile se compose d’une projection vidéo de traduction de récits successifs dont la langue K’ora de l’Afrique du Sud (enregistrée en 1938 par la dernière personne qui la parlait), la langue Manx de l’Isle of Man (enregistrée en 1948 et disparue), la langue Blackfoot d’Amérique du Nord (enregistrée dans les années 1990 en voie de disparition) et d’une série de vingt-quatre gravures encadrées de fréquences sonores de mots prononcés.
En France, sa notoriété est limitée. En 2009, elle expose au Centre Pompidou lors de l'accrochage elles@centrepompidou sous le commissariat de Camille Morineau. L'œuvre Measure by Measure, présentant une série de vingt éprouvettes contenant les cendres de tableaux brûlés de 1973 à 1992 est acquise par le musée.
En 2011, une rétrospective lui est consacrée à la Tate Modern de Londres.
Elle a également exposé à la Synagogue de Delme en 2013.
Elle meurt le 28 janvier 2019 à Londres, mais restera « immensément influente sur toute la jeune génération d’artistes » selon de Nicholas Serrota, directeur de la Tate.